# Ort (Numismatik)
Ort ist eine alte Bezeichnung für das Viertel einer Münze einer höherwertigen Währung. Sie galt zum Beispiel für ein Viertel eines Talers oder Kreuzers. Weitere  Bezeichnungen für den Ort waren auch Örtje oder Örtchen.

## Ort in verschiedener Währung
Bis um das Jahr 1200 bezeichnete man damit das Viertelstück eines Denars, später namentlich (das Ort, Reichsort, Ortstaler) einen Viertel Reichstaler. Doch die Wertung war auch von Stadt zu Stadt verschieden. In Lübeck waren der Ort eine 3/4 Mark und im Kölnischen galt die Bezeichnung für ½  Herrengulden oder 240 Heller.  Dänemark hatte die Ortskrone im Wert von 24 Skillinger und  Norwegen  besaß bis 1873 den Rigsort oder auch  Ortsgulden, was einem 1/4 Gulden entsprach. In Zürich kannte man den Örtli oder Vierbätzler (10 Schilling) und in Mecklenburg den Ortgroschen, der zu jener Zeit 3 Pfennig wert war.